# استه لودر

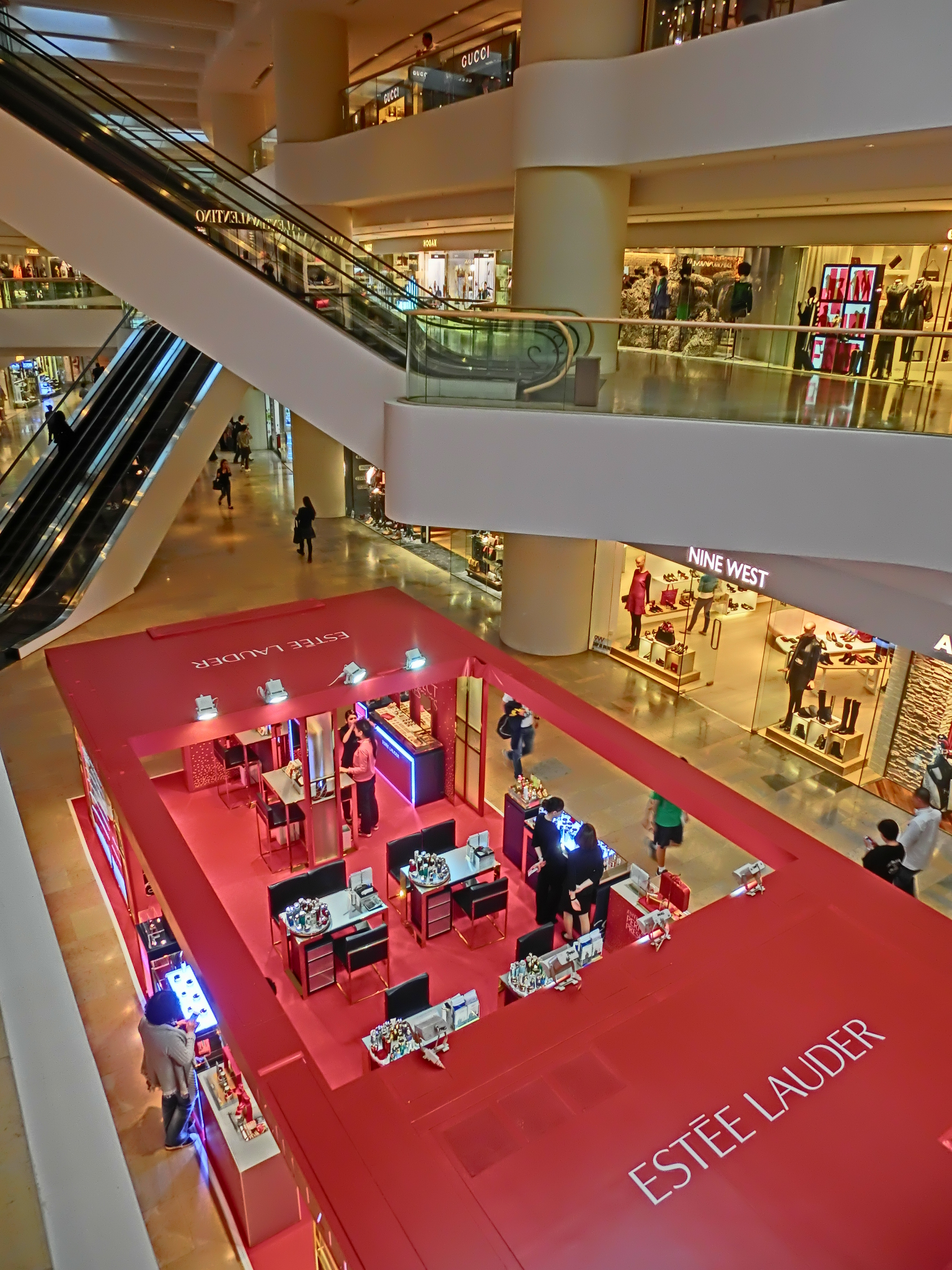
غرفه استه لودر در هنگ کنگ

استه لودر (به انگلیسی: Estée Lauder) یا استه لوده، شرکت لوازم آرایشی و بهداشتی آمریکایی است، که هم‌اکنون پس از شرکت‌های لورئال، پروکتر اند گمبل و یونیلیور در رتبه چهارم از بزرگترین تولیدکنندگان لوازم آرایشی جهان، قرار دارد.
این شرکت در زمینه تولید انواع محصولات آرایشی، عطر، رنگ مو و سایر محصولات بهداشتی و لوکس فعالیت می‌کند.
شرکت استه لودر در سال ۱۹۴۶ توسط جوزف لودر و همسرش؛ جوزفین استه منتزر (که با نام مستعار استه لودر شناخته می‌شد) راه‌اندازی شد و در حال حاضر دارای ۲۷ نشان تجاری در حوزه لوازم آرایشی و بهداشتی می‌باشد، که برای نمونه می‌توان به برندهای: دونالد ترامپ، تامی هایلفیگر، تام فورد، دونا کارن، کوچ و کلینیک اشاره کرد.
دفتر مرکزی این شرکت در ساختمان جنرال‌موتورز، شهر نیویورک قرار دارد و بخشی از سهام آن در بازار بورس نیویورک معامله می‌شود، همچنین جزئی از شاخص اس اند پی ۵۰۰ به‌شمار می‌آید.